# Jen Majura
Jennifer Majura Indrasen (Stuttgart, Alemania, 16 de junio de 1983), más conocida como Jen Majura, es una guitarrista y cantante alemana de ascendencia thai, conocida principalmente por haber sido guitarrista y corista de la banda estadounidense de rock/metal alternativo, Evanescence desde 2015 hasta 2022. 
Se inició en la música a los seis años, comenzando a tocar profesionalmente a partir del año 2000. Ha colaborado con la banda RAGE como vocalista invitada en la canción "Lord of the flies" además de acompañarlos en diversas giras internacionales entre los años 2006 y 2009.
En cuanto a su trayectoria musical, en 2015, Majura formó la banda Black Thunder Ladies desempeñándose como guitarrista líder y rítmica, además de haber sido integrante de bandas como Equilibrium (a cargo del bajo en 2014) y Knorkator (como guitarrista de 2012 a 2014). El 7 de agosto de 2015, Amy Lee, la líder de Evanescence anunció que Majura ingresaría a la banda reemplazando al guitarrista Terry Balsamo. El 2 de noviembre de 2015, Equilibrium anunció en su página de Facebook la salida de Majura de la banda.

## Discografía

### Solista
- Jen Majura (2015)
- Inzenity (2017)

### Evanescence
- Synthesis (2017)
- The Bitter Truth (2020)

### Black Thunder Ladies
- First Take (2012)[3]

### How We End
- How We End (2024)

### Colaboraciones
- Blind Guardian - At the Edge of Time - Voces adicionales - 2010
- Nothgard - The Sinner's Sake - Voz en "Draining Veins" y "Sin Eater" - 2016
- Nuclear Blast Allstars - Into the Light - Voz en "Death Is Alive" junto a Mats Levén - 2007
- RAGE - Carved in Stone - Voces adicionales - 2008
- RAGE - Gib dich nie auf (EP) - Voz adicional en "Lord of Flies" - 2009
- Wolfpakk - Wolves Reign - Guitarra en "Mother Earth" - 2017

## Premios y nominaciones

### FemMetal Awards
| Año  | Trabajo nominado         | Categoría            | Resultado |
| ---- | ------------------------ | -------------------- | --------- |
| 2021 | Jen Majura (Evanescence) | Mejor instrumentista | Ganadora  |